# Панийка
Панийка (в верхнем течении — Скачиха) — река в России, протекает по Пензенскому району Пензенской области. Левый приток Вязовки.

## География
Река берёт начало у станции Пяша. Течёт на юг по открытой местности через населённые пункты Ленинский, Богословка и Александровка. На реке образовано несколько прудов. Устье реки находится в 6 км от устья Вязовки. Длина реки составляет 15 км, площадь водосборного бассейна — 81,6 км².

## Данные водного реестра
По данным государственного водного реестра России относится к Верхневолжскому бассейновому округу, водохозяйственный участок реки — Сура от Сурского гидроузла и до устья реки Алатырь, речной подбассейн реки — Сура. Речной бассейн реки — (Верхняя) Волга до Куйбышевского водохранилища (без бассейна Оки).
Код объекта в государственном водном реестре — 08010500312110000035985.